# 3760 Poutanen
3760 Poutanen è un asteroide della fascia principale. Scoperto nel 1984, presenta un'orbita caratterizzata da un semiasse maggiore pari a 2,5336414 UA e da un'eccentricità di 0,1818916, inclinata di 10,50835° rispetto all'eclittica.